# Moukhtar Koul-Moukhamed
Pour les articles homonymes, voir Koul.
 (septembre 2016).
Si vous disposez d'ouvrages ou d'articles de référence ou si vous connaissez des sites web de qualité traitant du thème abordé ici, merci de compléter l'article en donnant les références utiles à sa vérifiabilité et en les liant à la section « Notes et références ».
Moukhtar Abraruly Koul-Moukhamed (каз. Мұхтар Абрарұлы Құл-Мұхаммед, le 12 décembre 1960, Tacheng, Région autonome ouïghoure du Xinjiang, Chine) est un politician et homme d’État du Kazakhstan, député du Sénat du Parlement de la République du Kazakhstan, candidat en histoire (1995), docteur en droit (1999), professeur, académicien de l'Académie nationale des Sciences de la République du Kazakhstan.

## Sommaire
1	Biographie
2	Travaux scientifiques
3	Prix

## Biographie
Il est né à Tacheng, en Chine. 
En 1961 la famille de Koul-Moukhammed s’est rapatriée au Kazakhstan au village de Makantchi du district de Makantchi de la région de Sémipalatinsk (maintenant le village de Makantchi du district d’Urjar de la région du Kazakhstan-Oriental). Il est de la tribu Khoja.
En 1982 il a terminé l’Université Nationale Kazakhe S. M. Kirov.
De 1983 à 1992 il était rédacteur scientifique, rédacteur scientifique principal, rédacteur en chef de philosophie, droit et sociologie, secretaire exécutif — rédacteur adjoint en chef de la Rédaction générale de l’Encyclopédie soviétique kazakhe (Almaty).
De 1992 à 1999 il était directeur de la petite entreprise «Atamoura», président de la SATF «Atamoura», président de la corporation «Atamoura» (Almaty).
De 1994 à 1999 il travaillait à l’Université d’État Kazakhe à Almaty (maître-assistant, chargé de cours, professeur intérimaire).
En 1995 il a soutenu sa thèse d’histoire : « Les problèmes d’histoire sociale et politique du Kazakhstan du XVIIIe siècle au début du XIXe siècle » (sur la base des encyclopédies russes prérévolutionnaires).
En 1999 il a soutenu sa thèse de doctorat en droit: «Zhakyp Akpaev et l’évolution de vues politiques et du droit des participants d’Alache (fin du xixe siècle – début du xxe siècle)».
De 1999 à 2001 il était député du Sénat de la République du Kazakhstan, secrétaire du Comité du Sénat pour la législation et la réforme judiciaire, président du Comité du Sénat pour le développement social et culturel.
En 2001 il a reçu le titre académique de professeur dans la spécialité de jurisprudence conformément à la décision du Présidium de la CSA de la République du Kazakhstan du 31.05.2001.
De 2001 à 2003 il était ministre de la Culture, de l’Information et de la Paix sociale de la République du Kazakhstan.
De 2003 à 2006 il était attaché de presse et conseiller du Président de la République du Kazakhstan.
De 2006 à 2007 il était directeur adjoint de l’Administration du Président de la République du Kazakhstan – attaché de presse du Président de la République du Kazakhstan.
De 2007 à 2008 il était akim de la région de Kyzylorda..
Parallèlement, en mars 2008, il a été nommé le Représentant spécial du Président de la République du Kazakhstan au Baïkonour.
De 2008 à 2010 il était ministre de la Culture et de l’Information de la République du Kazakhstan.
De 2010 à 2012 il était ministre de la Culture de la République du Kazakhstan.
De 2012 à 2013 il était secrétaire d’État de la République du Kazakhstan.
De 2013 à 2014 il était ministre de la Culture et de l’Information de la République du Kazakhstan.
De 2014 à 2016 il était conseiller du Président de la République du Kazakhstan.
De 2016 à 2018 il était premier vice-président du parti «Nour-Otan».
Le 1er février 2018, il a été nommé que le député du Sénat du Parlement de la République du Kazakhstan par décret du Président de la République du.
Depuis le 28 mars 2019 il a été élu le président du Comité 
pour les relations internationales, la défense et la sécurité du Sénat du Parlement de la République du Kazakhstan.

## Travaux scientifiques
- «Les annales kazakhes dans les encyclopédies russes» (1994),
- Les problèmes d’histoire du Kazakhstan dans les encyclopédies russes prérévolutionnaires» (1994),
- «Zhakyp Akpaev: un homme politique, un patriote, un légiste» (1995),
- «Les vues politiques et du droit du participant d’Alache Zh.Akbaev» (1996),
- «L’évolution de vues politiques et du droit des participants d’Alache» (1998),
- «La formation et le développement des idées d’état et de droit des lideurs d’Alache-Ordy» (1999),
- «Le régime colonial au Kazakhstan (1868—1917)» (2000),
- «L'élaboration des lois : les problèmes et les recherches» (2000),
- «Le programme d’Alache : la falsification et la réalité» (2000) etc.
- Il y a plus de 200 publications scientifiques et celles de vulgarisation scientifique.

## Prix
- Ordre «Barys» 2e classe (2020),
- Ordre «Barys» 3e classe (2016),
- Ordre Parassat (2010),
- Ordre «Kourmète» (2004),
- Médaille «10e anniversaire d’Astana» (2008),
- Lauréat du Prix d'État de la République du Kazakhstan (1996),
- Médaille pour le renforcement de la coopération parlementaire (2018),
- Citoyen d’honneur de la ville d’Astana,
- Citoyen d’honneur du district d’Abaï,
- Citoyen d’honneur du district d’Ayagoz,
- Autres prix, titres honorifiques du Kazakhstan et des pays étrangers.